# سحابی جغد

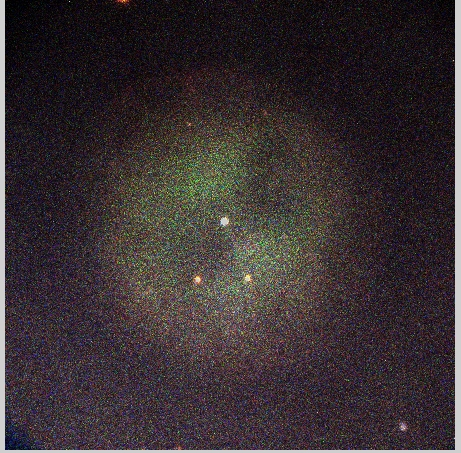
مسیه ۹۷ که توسط نور قرمز و زرد و آبی گرفته شده‌است توسط تلسکوپ شمالی فالکس

سحابی جغد(به انگلیسی: Owl Nebula) یا مسیه ۹۷ یا ان‌جی‌سی ۳۵۸۷ یک سحابی حلقوی بود که در. این سحابی توسط پیر مچاین و در سال ۱۷۸۱ کشف شد.